# Länsväg 321
Länsväg 321 går sträckan Svenstavik - Mattmar i Jämtlands län. Vägens längd är 76 kilometer.

## Sträckning
Vägen går på Storsjöns västra sida och har sin södra ände vid Europaväg 45 ungefär en kilometer söder om Svenstavik. Den genomkorsar de västra delarna av orten och passerar genom flera orter, förutom genom Svenstavik, bland annat genom Vigge, Hoverberg, Kövra (förbifart), Myrviken, Månsåsen, Håkansta (förbifart) samt Hallen. Norra änden ligger vid europaväg 14. Hastighetsgränsen varierar mellan 30 och 90 kilometer i timmen.

## Anslutningar
- E45
- E14
- Länsväg Z 574

## Historia
Vägen har haft samma nummer, 321, sedan vägnummer infördes på 1940-talet. Den går också i samma sträckning som då, förutom en sträckning över Indalsälven nära Mattmar som byggdes omkring 1960/70-talet. Under perioden 2018 till 2020 förbättrades 37 kilometer av vägen på sträckan mellan Svenstavik och Månsåsen. Projektet syftade till att bygga bort skarpa kurvor och krön, samt höja bärigheten på sträckan.